# Histoire du sport équestre et hippique à Spa
Une première course hippique fut organisée à Spa en 1773. Le premier hippodrome belge y vit le jour en 1822. L'obstacle « barre de Spa », y fut créé et est aujourd’hui mondialement connu dans le sport équestre. Le Musée du cheval de Spa fut créé en 1973 et retrace cette histoire équestre et hippique de Spa. De nombreux manèges sont actifs aujourd’hui dans la région.

## XVIIIesiècle
À Spa, Café de l’Europe, se croisaient les plus beaux équipages. « A Spa, dès 7 heures du matin, les rues étaient remplies de bruits extraordinaires que causaient les cavaliers, quelquefois au nombre de cent cinquante ». Au XVIIIe siècle, la recherche de raffinement est partout. L’art équestre quitte le domaine militaire pour atteindre toutes les cours d’Europe. François Robichon de la Guérinière consigne cet art en 1729 dans son ouvrage « École de cavalerie ». Spa participera à cet élan équestre.
En 1773, une course hippique opposa le Français, Armand Louis de Gontaut-Biron, duc  de Lauzun, au Polonais, prince Michal Fryderyk Czartoryski, qui se fit représenter, vu son grand âge, par son ami, le comte de Branicki. La "Gazette de Liège" du 27 août de cette année fit état de ce pari Lauzun-Branicki, chacun d'eux mettant en ligne un coursier anglais monté par un jockey. L'épreuve eut lieu "sur une belle prairie, en bordure de la route de Verviers" sur les hauteurs de Spa, comme suggéré par le prince. Et cette prairie reçut le nom de "La Platte", l'enjeu de ce défi se trouvant être une pièce d'argenterie.

## Barre de Spa
Cet obstacle créé à Spa, entra dans l’histoire de l’équitation de saut d’obstacles et est aujourd’hui un de ceux mondialement utilisé. La barre de Spa est composée de trois barres obliques aux couleurs de la ville de Spa, bleu et blanc.

## De Spa à Paris
Vers 1883, le spadois Gustave Xhrouet ouvre un manège, avenue de la Grande-Armée: le manège de l’Étoile. Georges Clemenceau y a cinq chevaux qu’il vient monter tous les matins : « Il montait très bien, mais à la française. Il n’admettait pas la monte à l’anglaise, qui n’était d’ailleurs pas tolérée chez les officiers ». Gustave Xhrouet avait en effet introduit dans son manège la monte à l’anglaise pour les dames. Il avait aussi un autre manège à Chatou dans les Yvelines ; au total quelque 70 chevaux. Aux Jeux olympiques  de 1900, à Paris, les deux premières médailles d’or de l’histoire olympique belge furent gagnées au saut d’obstacles (Équitation), par Aimé Haegeman et Constant Van Langendonck.

## Musée du cheval
Il fut fondé à l'initiative d’Henry-Henri Jaspar, petit-fils du célèbre homme d'État et ancien premier ministre belge (1926-1931), grand fervent d'équitation et de tous objets touchant de près ou de loin le cheval. C'était le 1er janvier 1973. Ce musée, spécialement consacré à Sa Majesté la reine des Belges, Marie-Henriette de Habsbourg-Lorraine et à la dynastie belge, est aujourd'hui installé dans les remises et écuries de la Villa royale de Spa qui fut résidence d'été de la reine de 1894 à 1902, année de sa mort dans la ville d'eaux. 
« La reine aimait les chevaux avec l’intelligence d’une écuyère consommée. (…) Elle dressait elle-même ses chevaux et leur apprenait des tours extraordinaires. J’en ai vu un monter le grand escalier de Laeken, entrer chez la Reine, redescendre, comme si de rien n’était, obéissant simplement aux paroles de ma mère ».

## Sport équestre aujourd’hui
Spa compte trois manèges et neuf autres se trouvent dans les communes avoisinantes du « Pays des sources », Theux, Jalhay, Stavelot et Trois-Ponts. De nombreuses promenades équestres s’offrent dans la région.

## Note
1. ↑  In Le Soir illustré, Bruxelles, 1939